# Бранко Лустіг
Бранко Лустіг (хорв. Branko Lustig; 10 червня 1932 — 14 листопада 2019) — хорватський кінопродюсер, відомий за те, що отримав премію «Оскар» за найкращий фільм за «Список Шиндлера» та «Гладіатор». Він єдиний, хто народився на території сучасної Хорватії і отримав дві нагороди Оскар.

## Раннє життя
Люстіг народився в Осієку, Королівство Югославія, в родині хорватських євреїв. Його батько, Мірко, був офіціантом у кафе Central в Осієку, а мати, Вільма (Гюттер), була домогосподаркою. Дідусь і бабуся Люстіга, на відміну від його батьків, були релігійними, і він регулярно відвідував з ними місцеву синагогу.
Під час Другої світової війни, будучи дитиною, він два роки був ув'язнений в Освенцімі та Берген-Бельзені. Більшість членів його родини загинули в таборах смерті по всій Європі, включаючи його бабусю, яку вбили в газовій камері, а його батька вбили в Чаковеці 15 березня 1945 року. Мати Люстіга пережила Голокост і возз'єдналася з ним після війни. У день звільнення він важив лише 66 фунтів (29,94 кг). Своє виживання в Аушвіці Люстіг приписав німецькому офіцеру, який походив з того самого передмістя Осієка, що й Лустіг. Він випадково почув плач Люстіга і запитав його, хто його батько. Виявилося, що офіцер знав батька Люстіга.

## Кінокар'єра
Люстіг розпочав свою кінокар'єру в 1955 році як асистент режисера в Jadran Film, державній загребській кіновиробничій компанії. У 1956 році він працював менеджером з виробництва драми Бранко Бауера про Другу світову війну Ne okreći se sine, яка отримала три нагороди «Золота Арена» на кінофестивалі в Пулі 1956 року. Люстіг був менеджером по локації фільму «Скрипаль на даху» (1971). У 1980-х роках Люстіг працював над мінісеріалом «Вітри війни» (1983) і його продовженням «Війна і спогади» (1988). У 1988 році він переїхав до США.
Люстіг отримав свого першого Оскара в 1993 році за постановку «Списку Шиндлера», фільму за мотивами роману Томаса Кеніллі (який, своєю чергою, заснований на реальній історії життя німецького фабриканта, який врятував сотні євреїв під час Другої світової війни). На початку фільму сам Лустіг знявся в ролі метрдотеля нічного клубу. У липні 2015 року Люстіг передав «Оскар» Яд Вашему на вічне зберігання. Свій другий «Оскар» він отримав за епічний фільм «Гладіатор» про боротьбу за владу в імператорському Римі у 2001 році. Інші головні голлівудські фільми, над якими Лустіг працював як продюсер або виконавчий продюсер, включають "Миротворець" (1997), «Ганнібал» (2001) і «Падіння чорного яструба» (2001). У 2008 році Люстіг допоміг заснувати незалежну продюсерську компанію Six Point Films для виробництва «значущих незалежних фільмів, що спонукають до роздумів».

## Особисте життя і смерть
У 1994 році Люстіг отримав від президента Франьо Туджмана орден князя Трпіміра за роботу в кіно. У 2008 році він став першим кінематографістом і другим режисером у галузі мистецтва (перед ним був Володимир Назор), якому було присвоєно ступінь почесного доктора Загребського університету.
Музей Голокосту в Лос-Анджелесі вшанував Бранко Люстіга разом з Андреасом Майслінгером на його 2-й щорічній вечері 8 листопада 2009 року в готелі Беверлі-Хіллз за його багаторічну прихильність освіті та вшануванню пам'яті Голокосту. Люстіг є почесним президентом і одним із засновників Фестивалю єврейського кіно в Загребі. 16 вересня 2010 року йому було надано звання почесного громадянина Осієка.
Люстіг відсвяткував свою бар-міцву 2 травня 2011 року в Аушвіці, перед бараком № 24а. У 13-річному віці він пропустив свій обряд посвячення, тому що на той час був ув'язненим у тому самому бараку, його депортували з Осієка, коли йому було десять років. Церемонія бар-міцви відбулася під час освітнього туру March of the Living Польщею та Ізраїлем для старшокласників.
Люстіг помер у Загребі 14 листопада 2019 року у віці 87 років.
Життя Люстіга згадувалося в некрологовій програмі BBC Radio 4 Last Word у грудні 2019 року.

## Фільмографія
| рік      | Назва             | Роль                          | Примітки                 |
| -------- | ----------------- | ----------------------------- | ------------------------ |
| 1962 рік | Козара            | U oci ranjeni Njemac          | [ 25 ]                   |
| 1975 рік | Anno Domini 1573  | Доносилач круне за погублення | [ 25 ]                   |
| 1984 рік | Мемед, мій яструб | Тюремна охорона               | [ 25 ]                   |
| 1993 рік | Список Шиндлера   | Нічний клуб Maitre d'         | [ 25 ]                   |
| 1997 рік | Миротворець       | Людина з пуделем              | (фінальна роль у фільмі) |